# Michael J. Kohut
Michael J. Kohut (* 8. Juni 1943; † 2012) war ein US-amerikanischer Tontechniker, der siebenmal für den Oscar für den Besten Ton nominiert wurde.

## Leben und Wirken
Kohuts Karriere begann 1965 als Kabeltechniker in der Tonabteilung von Metro-Goldwyn-Mayer in Culver City. Später arbeitete er dort als Tontechniker, insbesondere im Cary Grant Theatre, und war in dieser Funktion an mehr als 50 Filmproduktionen beteiligt. Seine Arbeit wurde vielfach ausgezeichnet, so gewann er neben seinen Oscarnominierungen unter anderem zweimal den British Academy Film Award in der Kategorie Bester Ton für Fame (1980) und WarGames (1983).
Kohut blieb weiterhin am Standort Culver City tätig, während die Inhaber wechselten. Mit der Übernahme der Studios durch Lorimar 1986 wurden ihm zusätzlich Managementaufgaben übertragen. 1989 war er Vizepräsident der Post Production und Leiter der Tontechnik. Zum gleichen Zeitpunkt übernahm Sony das Unternehmen. 1996 wurde Kohut Präsident der Post Production der Sony Pictures Studios. Kohut gehörte darüber hinaus zu den Entwicklern des Sound-Systems Sony Dynamic Digital Sound und wird in mehreren Patenten Sonys zur Beschallungstechnik als Erfinder aufgeführt.

## Filmografie
- 1979: Meteor (Meteor)
- 1980: Fame – Der Weg zum Ruhm (Fame)
- 1981: Pennies from Heaven (Pennies from Heaven)
- 1983: WarGames – Kriegsspiele (WarGames)
- 1984: 2010: Das Jahr, in dem wir Kontakt aufnehmen (2010)
- 1987: RoboCop (RoboCop)
- 1990: Die totale Erinnerung – Total Recall (Total Recall)

## Auszeichnungen
- 1980: Oscar: Nominierung in der Kategorie Bester Ton für Meteor
- 1981: Oscar: Nominierung in der Kategorie Bester Ton für Fame
- 1982: Oscar: Nominierung in der Kategorie Bester Ton für Pennies from Heaven
- 1984: Oscar: Nominierung in der Kategorie Bester Ton für Wargames
- 1985: Oscar: Nominierung in der Kategorie Bester Ton für 2010: Das Jahr, in dem wir Kontakt aufnehmen
- 1988: Oscar: Nominierung in der Kategorie Bester Ton für Robocop
- 1991: Oscar: Nominierung in der Kategorie Bester Ton für Total Recall